# Смолянка (Вармінсько-Мазурське воєводство)
Смолянка (пол. Smolanka, нім. Landskron) — село в Польщі, у гміні Семпополь Бартошицького повіту Вармінсько-Мазурського воєводства.
Населення — 314 осіб (2011).

## Демографія
Демографічна структура станом на 31 березня 2011 року:
|          | Загалом | Допрацездатний вік | Працездатний вік | Постпрацездатний вік |
| -------- | ------- | ------------------ | ---------------- | -------------------- |
| Чоловіки | 155     | 31                 | 113              | 11                   |
| Жінки    | 159     | 36                 | 92               | 31                   |
| Разом    | 314     | 67                 | 205              | 42                   |